# Isaac Roberts
Isaac Roberts (Groes, 27 gennaio 1829 – Crowborough, 17 luglio 1904) è stato un astronomo britannico, pioniere dell'astrofotografia.
È stato membro della Liverpool Astronomical Society e della Royal Geological Society, ha vinto la Medaglia d'Oro della Royal Astronomical Society nel 1895 ed ha gestito l'omonimo osservatorio sino alla propria morte.
Gli è stato dedicato l'asteroide 209552 Isaacroberts.

## Vita
Roberts, figlio di agricoltori, nacque a Groes, Denbighshire, nel Galles, e passò lì la sua infanzia per poi trasferirsi a Liverpool. Per sette anni fece l'apprendista in un'azienda di ingegneria meccanica di cui divenne socio nel 1847, periodo nel quale si divideva tra lavoro e scuole serali. Alla morte di uno dei fondatori dell'impresa, nel 1855, Roberts ne divenne direttore, e, alla morte dell'altro fondatore, prese in carico i contratti e gli affari della ditta. Nel 1859 fondò una ditta di costruzioni che ebbe un discreto successo.
Nel 1875 sposò la prima moglie, Ellen Anne. Nel 1901 si sposò una seconda volta con l'astronoma Dorothea Klumpke, trent'anni più giovane di lui.
Roberts morì a Crowborough (Sussex) nel 1904, all'età di 75 anni. Lasciò considerevoli somme di denaro all'Università di Cardiff, all'Università di Bangor e all'Università di Liverpool. Roberts nella sua vita fu sempre molto patriottico verso la sua terra, il Galles, e usava sempre la lingua gallese.

## Attività scientifica

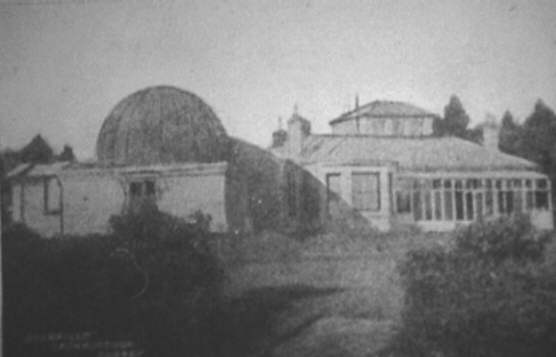
Casa e osservatorio di Isaac Roberts a Crowborough, Sussex

Nel 1878 Roberts possedeva un telescopio rifrattore da 7 pollici (18 cm circa), anche se a quel tempo lo usava soprattutto per le osservazioni visuali.
Cominciò ad esplorare la fotografia stellare nel 1883, all'inizio usando lenti da ritratto dai 10 ai 20 cm. Soddisfatto dei risultati Roberts acquistò un rifrattore da 50 cm. Scattava le fotografie direttamente alla lunghezza focale (che era di 2,5 metri) per impedire la perdita di luce causata dall'utilizzo di un secondo specchio. Ciò gli permise di fare progressi significativi nel campo della fotografia astronomica, a quei tempi ancora poco sviluppata.
Già nel gennaio del 1886, quando era presidente della Società astronomica di Liverpool, Roberts possedeva 200 fotografie di stelle, più foto della nebulosa di Orione, della Galassia di Andromeda e delle Pleiadi.

## Progressi scientifici
Alcuni oggetti del profondo cielo erano troppo deboli per essere visti coi normali telescopi. Tuttavia si potevano vedere nelle lastre fotografiche con tempi di esposizione abbastanza lunghi. Ma, a causa della rotazione della Terra, più alto era il tempo di esposizione, più sfocata risultava l'immagine. Per risolvere questo problema Roberts sviluppò una combinazione di telescopio e fotocamera in grado di seguire l'oggetto celeste, permettendo così di avere lunghi tempi di esposizione e immagini chiare.
Tra le sue fotografie più famose ci sono quelle alla nebulosa di Orione e alle Pleiadi, tuttavia la foto più importante è forse quella alla Galassia di Andromeda, che a quei tempi veniva ancora chiamata Nebulosa di Andromeda, effettuata il 29 dicembre del 1888. Quell'immagine rivelava per la prima volta la struttura a spirale della nebulosa.
Roberts inventò anche una specie di pantografo stellare, usato per incidere la posizione delle stelle sulle lamine di rame.